# Luigi Russo (Romanist)
Luigi Russo  (* 29. November 1892 in Delia; † 14. August 1961 in Pietrasanta) war ein italienischer Romanist, Italianist und Literaturwissenschaftler.

## Leben und Werk
Russo besuchte von 1910 bis 1914 die Scuola Normale Superiore di Pisa, promovierte 1915 mit der Arbeit Metastasio (Pisa 1915, Bari 1921, 1945, Bologna 1989) und lehrte (nach Kriegsteilnahme) an der Scuola Militare Nunziatella in Neapel Italienisch und Latein. Ab 1925 lehrte er italienische Literatur in Florenz, ab 1934 in Pisa. In den Jahren 1943, sowie 1944 bis 1948 war er Leiter der Scuola Normale. 1946 begründete er die Zeitschrift Belfagor. Rassegna di varia umanità.
Russo war Mitglied der Accademia dei Lincei (1946).
Luigi Russo war der Vater des Gräzisten Carlo Ferdinando Russo (1922–2013).

## Werke

### Monografien
- Giovanni Verga, Neapel 1920, Bari 1934, 1941, 1947, 1955
- Salvatore di Giacomo, Neapel 1921
- I Narratori, Rom 1923, Mailand 1951
- Francesco de Sanctis e la cultura napoletana 1860-1885, Venedig 1928, Bari 1943, Rom 1983
- Problemi di metodo critico, Bari 1929
- Elogio della polemica, Bari 1933
- Commedie fiorentine del 500. "Mandragola", "Clizia", "Calandria", Florenz 1939
- Machiavelli, Rom 1945, Bari 1957, 1994
- Personaggi dei "Promessi Sposi", Rom 1946, Bari 1965, 2002
- La Critica letteraria contemporanea, 2 Bde., Bari 1946–1947, 3 Bde., 1953–1954
- Ritratti e disegni storici, 2 Bde., Bari 1946, Florenz 1963
- Letture critiche del Decameron, Bari 1956, 1967
- Storia della letteratura italiana. Da Francesco d'Assisi a Cirolamo Savonarola, Florenz 1957
- Carducci senza retorica, Bari 1957, 1970
- Il Tramonto del letterato. Scorci etico-politico-letterari sull'Otto e Novecento, Bari 1960
- Una Storia per l'estetica, Palermo 1988

### Herausgebertätigkeit (Auswahl)
- (Hrsg.) Antonio Anzilotti, Movimenti e contrasti per l'unità italiana,  Bari 1930
- (Hrsg.) Federico De Roberto, I vicerè. La Messa di nozze. Il Rosario. La paura, Mailand 1950
- (Hrsg.) Francesco de Sanctis, Saggi critici, 3 Bde., Bari 1952
- (Hrsg.) Giovanni Verga, Opere, Mailand 1955

### Korrespondenz
- Luigi Russo - Giovanni Gentile. Carteggio 1913-1943, hrsg. von Roberto Pertici und Antonio Resta, Pisa 1997 (Carteggi di Luigi Russo 1)
- Luigi Russo - Benedetto Croce. Carteggio 1912-1948, hrsg. von Emanuele Cutinelli-Rendina, 2 Bde.,  Pisa 2006  (Carteggi di Luigi Russo 2)
- "Il paesaggio d'un presentista". Corrispondenza tra Gianfranco Contini e Luigi Russo (1936-1961), hrsg. von Domenico De Martino, Florenz 2009

### Weitere Literatur
- Studi in memoria di Luigi Russo, Pisa 1974
- Luigi Russo nella cultura letteraria contemporanea. Atti del convegno organizzato dal comune di Delia e dalla FNISM, Caltanisetta-Delia, 10-11-12 dicembre 1982, hrsg. von Antonio Vitellaro, Caltanissetta 1988
- Luigi De Vendittis, Luigi Russo e la sua metodologia critica, Alessandria 1999
- Luigi Russo. Bibliografia 1912-2007. Schede e complementi  con i proemi a "Leonardo", "La Nuova Italia", "Belfagor", hrsg. von Antonio Resta, Pisa 2007 (Vorwort durch Carlo Ferdinando Russo)